# Lijst van televisieprogramma's naar genre
Dit is een lijst van de voornaamste televisieprogramma's, gerangschikt naar genre.
Voor een alfabetische lijst, zie Lijst van televisieprogramma's.

## Actualiteiten
- EenVandaag
- Koppen
- Netwerk
- Nieuwsuur
- NOVA
- Panorama
- Telefacts
- Terzake
- TweeVandaag

## Animatieseries
- Alfred Jodocus Kwak
- The Avengers: United They Stand
- Back to the Future: The Animated Series
- Beyblade
- Cow and Chicken
- Digimon
- Dragon Ball GT
- Dragon Ball Z
- Fantastic Four (1967)
- Fantastic Four (1978)
- Fantastic Four (1994)
- Fantastic Four (2006)
- The Flintstones
- Futurama
- Pokémon
- Police Academy: The Animated Series
- The Simpsons
- South Park
- Spider-Man: The Animated Series
- Spider-Man: The New Animated Series
- Super Robot Monkey Team Hyperforce Go!

## Comedy's
- All Stars
- Ben zo terug
- Bergen Binnen
- Costa!
- De Band
- De Brekers
- Flodder
- Gebak van Krul
- Gemeentebelangen
- Hallo België!
- Het Zonnetje in Huis
- Hij en Julia
- In de clinch
- In de gloria
- In de Vlaamsche pot
- In voor- en tegenspoed
- Kees & Co
- Kinderen geen bezwaar
- Laat maar zitten
- Man & Paard
- Met één been in het graf
- M'n dochter en ik
- Oppassen!!!
- Pension Hommeles
- Prettig geregeld
- Rust roest
- Samen
- SamSam
- 't Schaep met de 5 pooten
- 't Vrije Schaep
- Schiet mij maar lek
- Seth & Fiona
- Shouf Shouf!
- S1NGLE
- Stiefbeen en zoon
- Suzanne en de mannen
- Toen was geluk heel gewoon
- Verkeerd verbonden
- Vrienden voor het leven
- We gaan nog niet naar huis
- We Zijn Weer Thuis
- Zeg 'ns Aaa
- Zonder Ernst

## Detectives en politie
- A Touch of Frost
- Alarm für Cobra 11 - Die Autobahnpolizei
- Aspe
- Baantjer
- Bellicher
- Bex & Blanche
- Bergerac
- Blauw blauw
- Boks
- Bureau Kruislaan
- Bureau Raampoort
- Bones
- Castle
- Cagney and Lacey
- Code 37
- Columbo
- Commissaris Rex
- Commissaris Roos
- Coppers
- Cops
- Criminal Minds
- Criminal Minds: Suspect Behavior
- CSI: Crime Scene Investigation
- CSI: Miami
- CSI: NY
- De Bunker
- De Jacht
- De Ridder
- Deadline
- Deadline 14/10
- Deadline 25/5
- Der Kommissar
- Derrick
- Der Fahnder
- Dok 12
- Ernstige Delicten
- Flikken
- Flikken Maastricht
- Flikken Rotterdam
- Gerede Twijfel
- Grijpstra & De Gier
- Hart tegen hard
- Hawaii Five-0
- Heer en Meester
- Heterdaad
- Homicide
- Inspector Lynley Mysteries
- Inspector Morse
- Ironside
- Keyzer & De Boer Advocaten
- Langs de Kade
- Law & Order
- Luifel & Luifel
- Mannix
- Midsomer Murders
- McCloud
- Mersey Beat
- Missie Warmoesstraat
- Moordvrouw
- Murder, She Wrote
- NCIS
- NCIS: Los Angeles
- Noord Zuid
- Parels en Zwijnen
- Perry Mason
- Pleidooi
- Poldark
- Prime Suspect
- Rechercheur Ria
- Russen
- Sedes & Belli
- Seinpost Den Haag
- Silent Witness
- Spangen
- Spoorloos verdwenen
- Spooks
- State Coroner
- Tatort
- The Mentalist
- Unit 13
- Van Speijk
- Vermist
- White Collar
- Witse
- Wolffs Revier
- Wolven
- Zone Stad

## Dokter en ziekenhuis
- Casualty
- Chicago Hope
- De co-assistent
- ER
- Grey's Anatomy
- The Flying Doctors
- House
- IC
- Medicopter 117
- Medisch Centrum West
- Spoed
- Trauma 24/7
- Dokter Tinus
- Dokter Deen

## Drama
- 12 steden, 13 ongelukken
- Allemaal tuig!
- Baas Boppe Baas
- Boven Wotter
- Bitches
- Brand meester (London's Burning)
- Coverstory
- Dankert en Dankert
- De Appelgaard
- De Fabriek
- De Hemelpaort
- De zomer van '45
- De Parelvissers
- Deadline
- Diamant
- Dick Turpin
- Dossier Verhulst
- Fok jou!
- Gooische Vrouwen
- De hoofdprijs
- Herenstraat 10
- IC
- In de praktijk
- Juliana
- Koning van de Maas
- Koppels
- Lost
- Medisch Centrum West
- Spijkerhoek
- The Jewel in the Crown
- The L Word
- The O.C.
- The Sopranos
- Vrouwenvleugel
- Westenwind
- Wolfseinde
- Zwarte Sneeuw

## Human Interest
- Echo
- Man bijt hond
- Napels Zien
- Tante in Marokko
- Terloops

## Komische series
- According to Jim
- Alf
- All in the Family
- 'Allo 'Allo!
- Are You Being Served? (Wordt u al geholpen?)
- Blackadder
- The Brittas Empire
- Cold Feet
- Coupling
- Dad's Army
- Dharma & Greg
- Doctor at Large
- Doctor at Sea
- Fame
- Fawlty Towers
- F.C. De Kampioenen
- Frasier
- Friends
- George & Mildred
- Get Smart
- The Golden Girls
- Grace Under Fire
- Green Wing
- Grounded for Life
- Head of the Class
- Howards' Way
- I Love Lucy
- Keeping Up Appearances (Schone Schijn)
- Married... with Children
- Mystery Science Theater 3000
- McMillan & Wife
- Neveneffecten
- Perfect Strangers
- The Addams Family
- The Dick Powell Show
- The Good Life
- The Love Boat
- Webster
- Who's the Boss?
- Will & Grace
- Yes, Dear

## Kookprogramma's
- 1000 Seconden
- Komen Eten
- MasterChef (België)
- MasterChef (Nederland)

## Praatprogramma's
- B&W
- Char
- De Kist
- De laatste show
- Dr. Phil
- Geraldo
- Het huis van wantrouwen
- JENSEN!
- Kopspijkers
- Maury
- Morgen Maandag
- Nachtsuite
- Pauw & Witteman
- The Jerry Springer Show
- The Oprah Winfrey Show
- De Wereld Draait Door

## Quiz
- Blokken
- De Canvascrack
- De Drie Wijzen
- Eén tegen 100
- Eén van de acht
- Herexamen
- De IQ-Kwis
- Lotto Weekend Miljonairs
- De Pappenheimers (Belgische versie) | De Pappenheimers (Nederlandse versie)
- Per Seconde Wijzer
- De Slimste Mens ter Wereld
- De tabel van Mendelejev
- Twee voor twaalf
- De zwakste schakel
- QI (Britse versie) | QI (Nederlandse versie)
- Weet ik Veel

## Sciencefiction
- Captain Scarlet
- Andromeda
- Babylon 5
- Battlestar Galactica
- Blake's 7
- Dark Angel
- Doctor Who
- Farscape
- Fireball XL5
- Joe 90
- The Prisoner
- The Outer Limits (1963)
- The Outer Limits (1995)
- Stargate SG-1
- Star Trek
- Stingray
- Supercar
- Thunderbirds
- The 4400
- The Twilight Zone
- The X-Files
- V

## Sportprogramma's
- NOS Studio Sport
- Sportweekend

## Western
- The Adventures of Brisco County Jr.
- The Big Valley
- Bonanza
- Four Feather Falls
- Gunsmoke
- Have Gun - Will Travel
- The Lone Ranger
- Maverick
- Rawhide
- The Roy Rogers Show
- Wagon Train